# Højt Spil
Højt Spil er en dansk stumfilm fra 1913, der er instrueret af August Blom efter manuskript af Gustav Esmann og Alfred Kjerulf.

## Handling
Denne artikel mangler et handlingsreferat. Hjælp os med at skrive det.

## Medvirkende
- Valdemar Psilander - Winkel
- Ellen Aggerholm - Alma Krogh
- Henning Erichsen - Bruhn, Winkels ven
- Aage Hertel - Wroblewsky, politiagent
- Olga Svendsen
- Frederik Jacobsen
- Torben Meyer
- Betzy Kofoed
- Franz Skondrup
- Birger von Cotta-Schønberg